# M2 (天体)
M2 (NGC 7089) は、みずがめ座にある球状星団。距離37500光年、直径は約175光年。およそ15万個の星からなる。星団の年齢はおよそ130億歳と推定されている。

## 概要
M2は中心部の星の密集度がかなり高く、クラスII に分類される。7×50の双眼鏡でも周辺がにじんで見え、恒星とは異なることが確認できる。口径10cm未満の望遠鏡では星に分解することは難しい。空の条件が良いと口径20cmの望遠鏡でかなり星が分離でき立体感のあるボールに見える。よく観察すると、星団の外縁部は南北で非対称で縁には星の光が強い部分が見られる。中心からは影が星列を伴ってクモの巣のようにのびている。これは何人かの観察者によって記録されている。M2の近くの10等星と星団の中心部のほぼ中央を通る影はよく目立つ。
星団で最も明るく見えるのは13.1等の黄色巨星や赤色巨星で、水平分枝星は16.1等である。M2には42個の変光星が発見されており、大半の38個はこと座RR型変光星、3個はおとめ座W型変光星、残る1個はおうし座RV型変光星である。M2の年齢はM3やM5と同程度の130億年と見積もられており、これが正しければビッグバンから間もない時期に、銀河生成と共にこの星団ができたことになる。

## 観測史
1746年9月11日にジャン・ドミニク・マラルディが C/1746 P1を観測中に発見した。彼はその5日後にM15を発見し、天文学への道に進んだが、生涯発見できたのはその2つだけだったという。マラルディは「まるく周辺が明らかで中心部4'～5'におよぶ。かなりの間隔をおいて周囲に微星が見える。そこにみえている小白点は小口径では認識できないような微星の集合であろう」と記述している。マラルディの発見からちょうど14年後の1760年9月11日にシャルル・メシエによって再発見された。メシエは「星雲、星ではない。中心部はよく輝き、まるく光にとり囲まれる。彗星の核のよう」とした。ウィリアム・ハーシェルは初めて星に分離し「50フィート望遠鏡で見ると、極端な星の集合ですばらしい微星」とした。ウィリアム・ヘンリー・スミスは「きれいな球状星団。この優雅な星団は中心部が密集して実にきれいな球を作っている。この星団の世界で見られる生き生きとした無数の星々を想像せずにいられない」とした。ロス卿は「星が枝のようにつらなり、直角方向に伸びている」として、星が周辺部に連なり伸びているスケッチをのこしている。